# Coherence
Coherence es una película estadounidense de ciencia ficción de 2013, que supuso el debut de James Ward Byrkit como director. Fue estrenada a nivel internacional el 19 de diciembre en el Festival de Cine Fantástico de Austin. El film está protagonizado por Emily Baldoni, la cual debe hacer frente a extraños sucesos durante el paso de un cometa.

## Argumento
En una noche en la que un cometa pasa muy cerca de la Tierra, Emily y Kevin (Emily Baldoni y Maury Sterling) celebran una fiesta en la casa de Mike y Lee (Nicholas Brendon y Lorene Scafaria) junto a otros amigos: Hugh y Beth (Hugo Armstrong y Elizabeth Gracen) , Amir y Laurie (Alex Manugian y Lauren Maher), la ex de Kevin.
Todo parece ir bien cuando de pronto se produce un apagón causado por el paso del cometa. Tal suceso afecta a todo el vecindario y a los aparatos celulares salvo a una casa que parece que no ha sido afectada por el incidente. 
Hugh, cuyo hermano le había avisado de la posibilidad de extraños sucesos que serían provocados por el cometa, decide intentar comunicar con él yendo con Amir a la casa con luz del vecindario. Los dos amigos vuelven con una misteriosa caja y muy alterados, ya que dicen haber visto la misma casa con la misma cena para ocho personas. 
Pronto empiezan a suceder cosas extrañas a su alrededor y llegan a la conclusión de que están interactuando con universos paralelos con sus respectivas fiestas. De hecho descubren, gracias a un libro del hermano físico de Hugh recogido de su coche, que todo se puede explicar con la teoría de la Decoherencia cuántica cuyo ejemplo es la Paradoja del gato de Schrödinger.

## Reparto
- Emily Baldoni es Emily.
- Maury Sterling es Kevin.
- Nicholas Brendon es Mike.
- Elizabeth Gracen es Beth.
- Alex Manugian es Amir.
- Lauren Maher es Laurie.
- Hugo Armstrong es Hugh.
- Lorene Scafaria es Lee.

## Producción
Ward Byrkit buscaba hacer una película "sin necesidad de guion ni reparto definido". El rodaje tuvo lugar en su propia casa. Según sus palabras buscó sacar el máximo provecho de la ciencia ficción en un espacio tan reducido como el de un salón. Al mismo tiempo que desarrollaba la idea del film, seleccionó a un grupo de actores acostumbrados a la improvisación. Además de improvisar los diálogos, durante los 5 días de rodaje los actores solo tenían las líneas generales de su propio papel sin saber el de los demás. De hecho, Hugo Armstrong (Hugh) declaró que solo supo como era la película cuando la vio al final. 

## Recepción

### Críticas
Las críticas recibidas fueron en su mayor parte positivas. En Rotten Tomatoes obtuvo un 85% de nota de un total de cincuenta y tres reseñas. Otras websites especializadas como Bloody Disgusting y Fangoria se centraron en el trabajo de los actores calificado de "brillante". Desde Film School Rejects declararon que "los actores hicieron un trabajo memorable en una trama compleja y extraña". Dread Central comentó la temática del argumento e hizo hincapié en el comportamiento errático de los personajes durante la trama.
Clark Collis de Entertainment Weekly otorgó al film un aprobado en su crítica y afirmó: "en su brillante debut en la gran pantalla, Byrkit sienta a ocho amigos en una mesa en la que de menú descubren la metafísica tras ver como pasa un cometa al tiempo que disfrutan de la velada. El director hizo la mayor casa claustrofóbica que se pueda hacer e hizo que los personajes, aparentemente con sentido común, entren en un mundo de paranoias que les llevan a tomar decisiones equivocadas." Aparte de valorar la libertad de los actores a la hora de actuar, también comentó la satisfacción de ver algo de "contenido espeluznante" que "añade aire fresco" al subgénero del cine postapocalíptico.
Stephen Dalton de The Hollywood Reporter alabó el film haciendo hincapié en el contenido de conflictos dentro de la misma con un presupuesto limitado en el que "se puede contemplar problemas maritales y secretos que surgen a la superficie" y añadió que "el drama se ve superado por los fenómenos extraños que produce el cometa a su paso por la atmósfera." Antes de finalizar valoró positivamente la libertad que tuvieron los actores para actuar "a su aire" realizando "un trabajo que crea una atmósfera tensa para el público".

### Premios y nominaciones
- Premio New Wave al Mejor Argumento en el Fantastic Fest de Austin (2013, ganó)[14]
- Premio al Mejor Argumento en el Festival de Cine de Sitges (2013, ganó)[14]
- Premio del Jurado de Carnet Jove a la Mejor Producción en el Festival de Cine de Sitges (2013, ganó)[15]
- Tulipán Negro a la Mejor Película de Director Novel en el Imagine Film Festival (2014, ganó)[16]
- Premio Imagine Movie Zone, Mención Especial en el Imagine Film Festival (2014, ganó)[16]
- Premio a la mejor película en el Festival de Cine Fantástico de Bilbao (2014, ganó)[16]
- Premios Gotham: Nominada a Mejor nuevo director (2014, ganó)[17]